# 沙坡头四眼井遗址
沙坡头四眼井遗址，位于宁夏回族自治区中卫市沙坡头区常乐镇四眼井村，是中华人民共和国宁夏回族自治区文物保护单位之一。
2010年12月6日，授予宁夏回族自治区文物保护单位，是一座古遗址。